# Anarcossindicalismo
Anarcossindicalismo  também conhecido como o sindicalismo revolucionário ou anarco-sindicalismo, não é uma simples vertente anarquista que tem como forma de organização transformacional principal o sindicalismo enquanto modo de organização, mas uma corrente autônoma, fundamentada em uma doutrina própria, que conserva tanto elementos do anarquismo como do marxismo. Os anarco-sindicalistas, ou anarcossindicalistas, acreditam que os sindicatos podem ser utilizados como instrumentos para mudar a sociedade, substituindo o capitalismo e o Estado por uma nova sociedade democraticamente autogerida pelos trabalhadores.
Os princípios básicos do anarco-sindicalismo são a solidariedade, a ação direta (ação realizada sem a intervenção de terceiros, como os políticos, burocratas e árbitros ) e democracia direta, ou a auto-gestão dos trabalhadores. O objetivo final do anarco-sindicalismo é abolir o sistema de salários, relacionando este sistema de salários com a escravidão assalariada. A teoria anarco-sindicalista, portanto, geralmente se concentra no movimento operário.
Hubert Lagardelle escreveu que Pierre-Joseph Proudhon tinha estabelecido as teorias fundamentais do anarco-sindicalismo, através de seu repúdio tanto ao capitalismo como ao Estado, o seu desprezo do governo político, a sua ideia de liberdade e de grupos econômicos autônomos, a  sua visão de luta, e não de pacifismo, como o núcleo da humanidade.
O anarco-sindicalismo, no Brasil, não deve ser confundido com o Sindicalismo Revolucionário, já que há autores como Edgar Rodrigues e Raymundo Primitivo Soares, que dão definições diferentes (e quase opostas) para esses modos de luta. Para esse autores, o anarco-sindicalismo era a vertente da luta anarquista voltada para a classe trabalhadora de fabril, de extrema importância na sociedade pós-revolucionária.